# Ga đại học Myongji
Ga Đại học Myongji nằm ở Yongin trên tuyến EverLine.

## Bố trí ga
| Tòa thị chính–Đại học Yongin ↑ |
| \| N/B                         |
| ↓ Gimnyangjang                 |

| Hướng Bắc | ●Tuyến EverLine | ← Hướng đi Giheung            |
| Hướng Nam | ●Tuyến EverLine | → Hướng đi Jeondae–Everland → |